# Ibrutinib
Ibrutinib, venduto sotto il nome commerciale di Imbruvica, è una molecola di piccole dimensioni che inibisce la tirosina chinasi di Bruton e viene utilizzata come farmaco antitumorale.

## Storia
Venne sviluppata dalla Pharmacyclics Inc e successivamente approvata dalla FDA nel novembre 2013, mentre in Europa l'approvazione è stata data nell'ottobre 2014 e da Health Canada a novembre dello stesso anno.
Attualmente la sostanza risulta inclusa nella lista dei farmaci essenziali dell'Organizzazione Mondiale della Sanità (OMS) ed è approvata dalla Commissione europea (Agenzia Europea delle Sostanze Chimiche - ECHA - e dall'Agenzia Europea per i medicinali - EMA), ovvero da Health Canada e England (Fondo per i farmaci oncologici).
Risulta infine inserita nel Hazardous Substances Data Bank (HSDB).

## Proprietà strutturali e fisiche
Si tratta di un composto organico, appartenente alla classe dei difenileteri, formato da due molecole di benzene collegate da un gruppo eterico, con una massa molecolare pari a 440,5 g/mol.
Si presenta come un solido biancastro il cui punto di fusione si aggira intorno ai 149-158ºC, insolubile in acqua, solubile in dimetilsolfossido e metanolo. Durante la combustione può produrre fumi irritanti.

## Sintesi
Generalmente prodotto a partire da altri difenileteri, può anche essere sintetizzato a partire da: etere diarilico, fenilpirazoli, pirazolo [3,4-d]piramidine, N-acilpiperidine, eteri fenolici, composti fenossici, aminopiramidine e derivati, imidolattami, composti eteroaromatici, amminoacidi e derivati, acidi acrilici e derivati, ossidi organici.
I suoi sostituenti principali sono altri difenileteri, acido acrilico e derivati, ammine, amminoacidi e derivati, aminopirimidine, composti eterociclici aromatici, composti ciclici, sali, gruppo carbonilico, carbossammina, acido carbossilico e derivati.

## Farmacologia

### Farmacocinetica e farmacodinamica
Agisce come inibitore selettivo e covalente dell'enzima tirosina chinasi di Bruton e agente antineoplastico.
Dopo l'assunzione l'ibrutinib si lega in modo permanente all'enzima, attraverso un legame con un residuo cisteinico nel sito di attivazione (Cys481) prevenendo la conseguente fosforilazione nei substrati a valle (es. PLC-γ), ovvero prevenendo l'attivazione e la biosegnalazione mediata dei linfociti B.
Studi in vitro dimostrano come la molecola determini l'apoptosi cellulare anche in presenza di fattori di sopravvivenza, l'inibizione della proliferazione e migrazione cellulare, ovvero una riduzione della secrezione di chemochine (es. CCL3 e CCL4).

### Biodisponibilità
Il farmaco viene somministrato per via orale dove viene rapidamente assorbito raggiungendo una concentrazione sierica massima (Cmax) di 35 ng/ml dopo circa 1-2 ore e un'area sotto la curva (AUC) di 953 mg.h/ml. Il volume di distribuzione risulta stabile intorno ai 10.000 l.

### Emivita
La sua emivita si attesta intorno alle 4-6 ore e la clearance intorno a 112-159 ml/min.

### Metabolismo
Il legame con le proteine plasmatiche aumenta gradualmente nel tempo raggiungendo il 25% della dose somministrata dopo 8 ore. Nello specifico, è stato dimostrato che la molecola si lega principalmente all'albumina e all'alfa-1-glicoproteina acida (α1 AGP).
Studi hanno dimostrato che la sostanza viene metabolizzata attraverso tre diverse vie metaboliche:
1. idrossilazione del gruppo fenilico (M35)
2. apertura della piperidina attraverso la riduzione dell'alcool primario (M34)
3. l'ossidazione dell'acido carbossilico ed epossidazione dell'etilene seguite da idrolisi con formazione di idrodiolo (PCI-45227)

Il metabolismo dell'ibrutinid è regolato fondamentalmente da CYP3A5 e CYP3A4, solo in minima parte da CYP2D6.

### Escrezione
L'80% dell'escrezione avviene attraverso le feci a 48 ore dalla somministrazione e solo il 7,5% attraverso le urine a 24 ore dalla somministrazione.

### Usi clinici
L'ibrutinib è approvato in Europa per il trattamento di pazienti adulti affetti da:
- Linfoma mantellare (MCL) recidivato o refrattario
- Leucemia linfocitica cronica (CLL) precedentemente non trattata - in monoterapia o in associazione con rituximab, obinutuzumab o venetoclax - o con singola terapia - in monoterapia o in associazione a bendamustina e rituximab
- Piccolo linfoma linfocitico (SLL)
- Macroglobulinemia di Waldenström (WM) con almeno una precedente terapia o qualora una chemio-immunoterapia non risulti appropriata - in monoterapia o in associazione con rituximab[9]

Risulta inoltre approvato per il trattamento di:
- Malattia del trapianto contro l'ospite (GvHD) - in America e Canada
- Linfoma della zona marginale (MZL) - in Canada

### Effetti collaterali
Non può essere utilizzato in gravidanza e allattamento ed è sconsigliato in pazienti in età infantile e adolescenziale.
Tra gli effetti collaterali troviamo:
- ulcere alla bocca
- nausea o vomito
- diarrea
- perdita di memoria
- difficoltà nel pensare
- difficoltà nel muoversi e camminare
- perdita della vista
- intorpidimento
- perdita dell'equilibrio
- aritmia cardiaca
- insufficienza cardiaca
- linfoistiocitosi emofagocitica
- sanguinamento, con o senza trombocitopenia, da minore a fatale
- leucostasi
- epatotossicità
- insufficienza epatica
- riattivazione dell'epatite B ed E
- citopenia di grado 3 o 4 (neutropenia, trombocitopenia e anemia)
- accidente cerebrovascolare
- attacco ischemico transitorio
- ictus ischemico
- sindrome da lisi tumorale (TLS)
- tumore della pelle non-melanoma, più di frequente carcinoma a cellule squamose e carcinoma basocellulare
- morte cardiaca e morte cardiaca improvvisa[9]
- morte improvvisa

Sono stati riportati casi di infezioni batteriche, virali e fungine, alcune delle quali associate a sepsi, la comparsa di sintomi polmonari associati alla malattia polmonare interstiziale (ILD) e dolori addominali a seguito dell'interruzione della cura.

### Interazioni
Ne viene sconsigliato l'utilizzo se si assumono:
- anticoagulanti e anti-infiammatori non steroidei (es ibuprofene, naprossene)
- fluidificanti del sangue (es. warfarin, eparina)
- antibiotici: claritromicina, telitromicina, ciprofloxacina, eritromicina o rifampicina
- antimicotici: posaconazolo, ketoconazolo, itraconazolo, fluconazolo o voriconazolo
- medicinali contro l'HIV: ritonavir, cobicistat, indinavir, nelfinavir, saquinavir, amprenavir, atazanavir o fosamprenavir
- aprepitant
- nefazodone
- inibitori della chinasi: crizotinib o imatinib
- calcio-antagonisti: diltiazem o verapamil
- rosuvastatina
- amiodarone o dronedarone
- farmaci per l'epilessia e la nevralgia del trigemino: carbamazepina o fenitoina
- erba di San Giovanni
- integratori alimentari a base di olio di pesce, vitamina E e semi di lino

Si sconsiglia di bere succo di pompelmo, mangiare pompelmi, arance amare o carambole ed evitare l'esposizione al sole se non protetti.